# Thorben Deters
Thorben-Johannes Deters (* 20. August 1995 in Meppen) ist ein deutscher Fußballspieler.

## Werdegang
Der Mittelfeldspieler Thorben Deters ist der Sohn von Bernd Deters, der mit 524 Einsätzen Rekordspieler des SV Meppen ist. Thorben Deters begann seine Karriere beim Meppener Stadtteilverein Sportfreunde Schwefingen. Im Alter von zehn Jahren wechselte Deters in die Nachwuchsabteilung des SV Meppen und durchlief dort alle Jugendmannschaften. Zur Saison 2014/15 rückte Deters in die erste Mannschaft auf, die seinerzeit in der viertklassigen Regionalliga Nord spielte. Bereits in der Vorsaison hatte er als A-Junior debütiert und direkt sein erstes Tor erzielt. Mit dem SV Meppen wurde Deters in der Saison 2016/17 Meister der Regionalliga Nord und setzte sich in den anschließenden Aufstiegsspielen zur 3. Liga gegen den SV Waldhof Mannheim durch. In den Spielzeiten 2017/18 und 2018/19 absolvierte Deters 21 Drittligaspiele, bei denen er jeweils eingewechselt wurde.
Nach 13 Jahren im Dienste der Niedersachsen verließ Deters den Klub Ende Januar 2019 und wechselte zur zweiten Mannschaft des Bundesligisten Fortuna Düsseldorf, für den er jedoch nur noch zwei Rückrundenspiele in der Regionalliga West absolvierte.
Zur Regionalligasaison 2019/20 wechselte der offensive Mittelfeldspieler in die Regionalliga Nord zum Lüneburger SK Hansa, bei dem er einen Zweijahresvertrag erhielt. Deters ging mit der Mannschaft als Stammspieler in die Saison und entwickelte sich rasch zum besten Torschützen der Mannschaft. An den ersten 9 Spieltagen erzielte er 7 Tore, darunter einen Dreierpack gegen den SSV Jeddeloh am 6. Spieltag. Im weiteren Saisonverlauf gelang ihm ein weiterer Treffer. Er kam der Spielzeit, die aufgrund der COVID-19-Pandemie abgebrochen werden musste, in allen 22 Spielen des LSK in der Startelf zum Einsatz.
Zur Saison 2020/21 wechselte Deters in die 3. Liga zum VfB Lübeck. Er unterschrieb beim Aufsteiger einen Vertrag mit einer Laufzeit bis zum 30. Juni 2021, der auch für die Regionalliga Nord gültig ist.
Nach dem Abstieg der Lübecker aus der 3. Liga wechselte Deters zur Saison 2021/22 in die Regionalliga West zu Preußen Münster. Mit Preußen Münster gelang ihm in der Saison 2022/23 der Aufstieg in die 3. Liga sowie in der folgenden Saison 2023/24 der direkte Durchmarsch in die 2. Fußball-Bundesliga.
Im Sommer 2025 wechselte er zurück zum SV Meppen.

## Erfolge
SV Meppen
- Meister der Regionalliga Nord und Aufstieg in die 3. Liga: 2017

Preußen Münster
- Meister der Regionalliga West und Aufstieg in die 3. Liga: 2023
- Aufstieg in die 2. Bundesliga: 2024